# Canale Schelda-Reno
Il canale Schelda-Reno (in olandese: Schelde-Rijnkanaal) è un canale artificiale che attraversa il Belgio e i Paesi Bassi situato nel bacino del delta del Reno, della Mosa e della Schelda. 

## Geografia
Il canale collega il porto di Anversa al Volkerak, e fa parte della rete di vie d'acqua che collegano la Schelda con il Reno. Il canale è la principale via d'acqua che connette Anversa con Rotterdam e la restante rete di fiumi e canali navigabili del delta del Reno, della Mosa e della Schelda.
Il canale comincia in Belgio, nel porto di Anversa. Si dirige verso nord attraversando il confine con i Paesi Bassi nei pressi di Zandvliet. Nei Paesi Bassi, il canale corrisponde approssimativamente al confine tra le province della Zelanda ad ovest e il Brabante Settentrionale ad est. Il canale attraversa l'estremità orientale del Zuid-Beveland. Sul canale si trovano le chiuse di Kreekrak, situate nei pressi di Reimerswaal. Il canale attraversa lo Zoommeer (parte dell'estremità orientale della Schelda orientale) delimitato dalle dighe di Oesterdam e di Markiezaatskade. Da qui il canale si collega al porto di Bergen op Zoom.
Dopo aver attraversato lo Zoommeer, il canale va a separare le ex-isole di Tholen e di Sint-Philipsland dal Brabante Settentrionale, prima di terminare nel Volkerak. Più a nord, le chiuse del Volkerak e il Dordtsche Kil permettono di raggiungere il porto di Rotterdam.
L'altezza delle acque del canale è completamente indipendente dall'effetto delle maree. Il canale è attraversato da una dozzina di ponti, che collegano in particolare Tholen, Sint-Philipsland e Zuid-Beveland al resto del Paese.

## Storia
Durante il Primo Impero, nell'aprile 1806, Napoleone emise un decreto per la costruzione del Canale Schelda-Reno, ma l'intervento rimase disatteso.
Il canale del Zuid-Beveland, completato nel 1866 permise un collegamento tra la Schelda e il Reno. Questo, già molto frequentato all'epoca, presentava un percorso più lungo dell'attuale Canale Schelda-Reno. Con l'attuazione del Piano Delta, fu deciso di costruire un canale più a est. La costruzione del Canale Schelda-Reno cominciò nel 1967, e fu aperto nel 1975; ma è nel 1986 con il completamento dell'Oesterdam, che il canale fu reso indipendente dalle maree della Schelda occidentale.